# Bernardo Romeo
Bernardo Daniel Romeo (født 10. september 1977 i Tandil, Argentina) er en argentinsk tidligere fodboldspiller (angriber).
Romeo tilbragte størstedelen af sin karriere i hjemlandet, hvor han af flere omgange repræsenterede San Lorenzo. Han vandt det argentinske mesterskab med klubben i 2001. Han var også tilknyttet Hamburger SV i Tyskland, samt RCD Mallorca og Osasuna i Spanien
Romeo spillede desuden fire kampe for Argentinas landshold. Han debuterede for holdet i en venskabskamp mod Mexico i december 2000.

## Titler
Primera División de Argentina
- 2001 med San Lorenzo